# Ochsenberg-Litzelstetten
Ochsenberg-Litzelstetten ist ein Natur- und Landschaftsschutzgebiet im Landkreis Breisgau-Hochschwarzwald in Baden-Württemberg.

## Lage und Beschreibung
Die Schutzgebiete liegen auf dem Gebiet der Stadt Löffingen. Das aus zwei Teilflächen bestehende Naturschutzgebiet und das ergänzende Landschaftsschutzgebiet erstrecken sich westlich der Kernstadt von Löffingen. Durch den südöstlichen Teil des Gebietes verläuft die Landesstraße L 170. Südlich des Gebietes fließt der Engebach und nördlich der Stettbach. 

## Schutzzweck
Wesentlicher Schutzzweck des Naturschutzgebietes ist gemäß Schutzgebietsverordnung die Erhaltung einer reizvollen Heckenlandschaft mit ausgeprägten Halbtrockenrasen und Saumgesellschaften auf der Teilfläche Ochsenberg sowie die Erhaltung des Feuchtgebietes Litzelstetten, jeweils mit einer Vielzahl von seltenen, zum Teil vom Aussterben bedrohten Tier- und Pflanzenarten in unterschiedlichen Lebensgemeinschaften.
Schutzzweck des umgebenden Landschaftsschutzgebietes ist die Sicherung des Naturschutzgebietes vor Beeinträchtigungen aus der unmittelbaren Umgebung sowie die Erhaltung von Heckenstrukturen in der Umgebung der Teilfläche Ochsenberg.